# Facultad de Información y Comunicación (Universidad de la República)
La Facultad de Información y Comunicación (FIC) es una institución educativa pública, la cual forma parte de la Universidad de la República de Uruguay. Su casa de estudios se sitúa en el barrio Parque Rodó de Montevideo.
La institución se propone atender la Información y la Comunicación como objetos de estudio específicos. Es el único ámbito educativo del país dedicado a la formación de profesionales en las áreas de archivología y bibliotecología. Respecto al campo de la Comunicación, brinda una formación profesional y teórica orientada a la construcción y análisis crítico-propositivo de los procesos comunicacionales.
Está estructurada académicamente en los institutos de Información y de Comunicación. Cada Instituto es conducido por una Comisión integrada por representantes de los tres órdenes y un director, con el cometido de asesorar al Consejo de la Facultad en todos los temas referidos a sus ámbitos de competencia.
Dicho Consejo es presidido por un decano quien conduce la gestión de FIC junto a su equipo de Decanato. 
Son parte de la Facultad además, las unidades académicas asociadas, pertenecientes a otros servicios universitarios de la Udelar y el Programa de Desarrollo Académico de la Información y la Comunicación.
En materia curricular, la FIC ofrece tres carreras de grado: Licenciatura en Archivología, Licenciatura en Bibliotecología y Licenciatura en Comunicación. También se desarrollan cursos de educación permanente y carreras de posgrado.
Tiene como cometido las tres principales funciones universitarias, que son la docencia, la investigación y la extensión.

## Creación

### Antecedentes
Anterior a la creación de una Facultad de Información y Comunicación, existía la Escuela Universitaria de Bibliotecología y Ciencias Afines y la Licenciatura en Ciencias de la Comunicación, ambas dependientes de la Universidad de la República.  
El 1 de octubre de 2013, mediante una resolución del Consejo Directivo Central de la Universidad de la República, es creada la Facultad de Información y Comunicación.
A inicios de diciembre de ese mismo año, se define que la entonces Escuela Universitaria de Bibliotecología y Ciencias Afines pase a denominarse como Instituto de Información, mientras que la Licenciatura en Ciencias de la Comunicación se transforma en un Instituto de Comunicación. Estas nuevas instituciones pasarían a formar de la estructura académica de la facultad, creada en octubre de ese año. Su primer decana, de forma interina fue la profesora María Urquhar. La primera Decana electa fue la Dra. Gladys Ceretta en noviembre de 2016 y fue reelecta para el periodo 2022-2026.

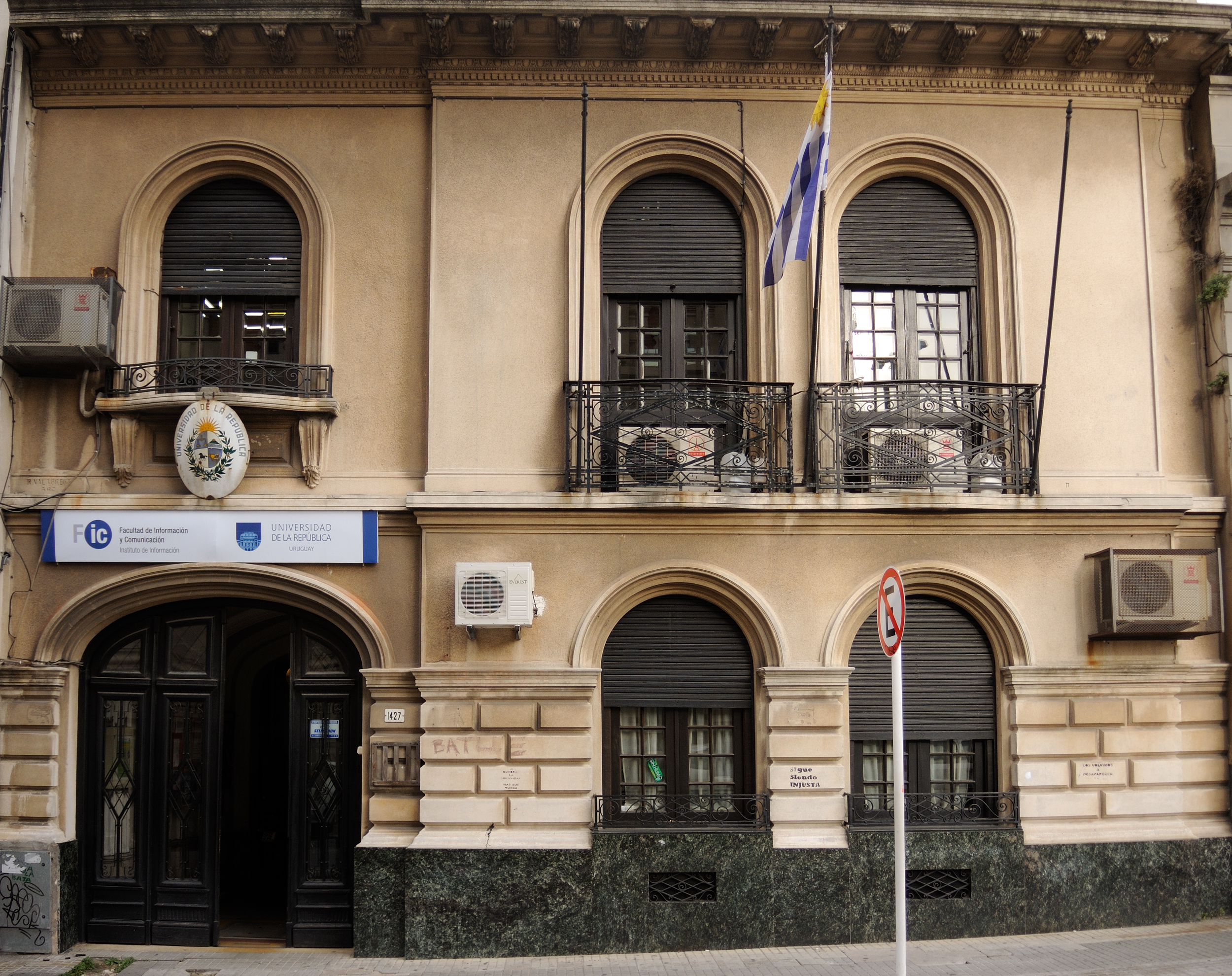
Antigua sede del Instituto de Información de la Facultad de Información y Comunicación.

Posteriormente se integraría a la institución el Programa de Desarrollo Académico de la Información y la Comunicación.

## Sede

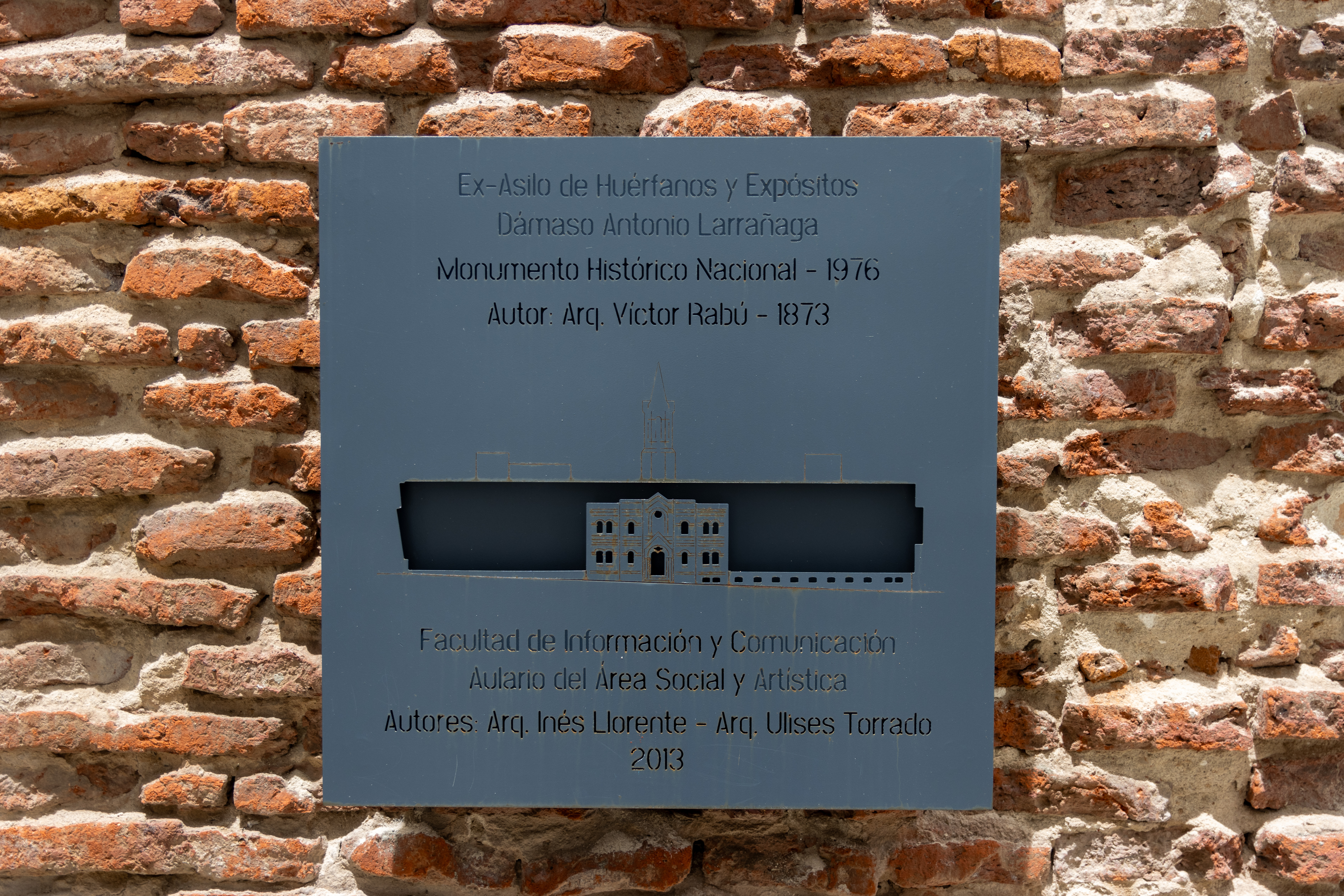
Placa conmemorativa del ex Asilo de Huérfanos y Expositos Dámaso Antonio Larrañaga.

El 23 de febrero de 2017,  se inauguró la casa de estudios de la facultad, la cual fue construida sobre el predio del antiguo Asilo de Huérfanos y Expositos, edificio declarado Monumento Histórico Nacional en 1976. La obra fue diseñada por los arquitectos Inés Llorente, Ulises Torrado y Guillermo Bafficocon.  El proyecto, en el cual se conservo el antiguo hall de acceso del Asilo Larrañaga diseñado por el arquitecto Víctor Rabu, consta de un total de 8500 m², distribuidos en cuatro plantas, con espacios de administración, vigilancia y mantenimiento, un aula magna con 300 butacas, cantina y dos patios. Entre muchas otras cosas cuenta también con una gran biblioteca de última generación, salas de grabación de audio y video, y un estudio de televisión. Tiene ascensores y servicios higiénicos para personas discapacitadas y un sistema de aire acondicionado de alta eficiencia energética y bajo mantenimiento, que permite el control independiente de temperatura en los distintos espacios.
En su inauguración participaron diferentes autoridades, entre ellas quien ejerciera como  rector de la Universidad de la República, el matemático y profesor Roberto Markarian y otras autoridades, como docentes, alumnos, y público en general. Allí se desarrollarán las actividades de unos 4.000 estudiantes, 200 docentes y 80 funcionarios.
El 6 de marzo de 2017 iniciaron los primeros cursos en el nuevo edificio, funcionando por primera vez en el mismo espacio físico las carreras de Licenciaturas en Archivología, en Bibliotecología, y en Comunicación, así como los institutos y dependencias que la integran.
En dicho edificio, además se encuentran los estudios de UniRadio, la radio universitaria de Uruguay.

## Investigación
Además de la formación de grado, posgrado y la extensión, la investigación es una de las principales funciones académicas de la FIC. Para ello, dentro de la FIC se han creado diferentes unidades académicas que fomentan, articulan y dan apoyo a las actividades de investigación. Dentro de los departamentos académicos de la FIC, existen diferentes grupos de investigación, que desarrollan distintas líneas y proyectos. Estos grupos pueden estar conformados por docentes de la FIC de las unidades asociadas, investigadores del exterior, estudiantes de grado y posgrados, entre otros.
Desde el año 2015 se realizan las Jornadas de Investigación de la Facultad de Información y Comunicación (JIFIC). En 2024 se realizó la 5ta edición.

## Galería

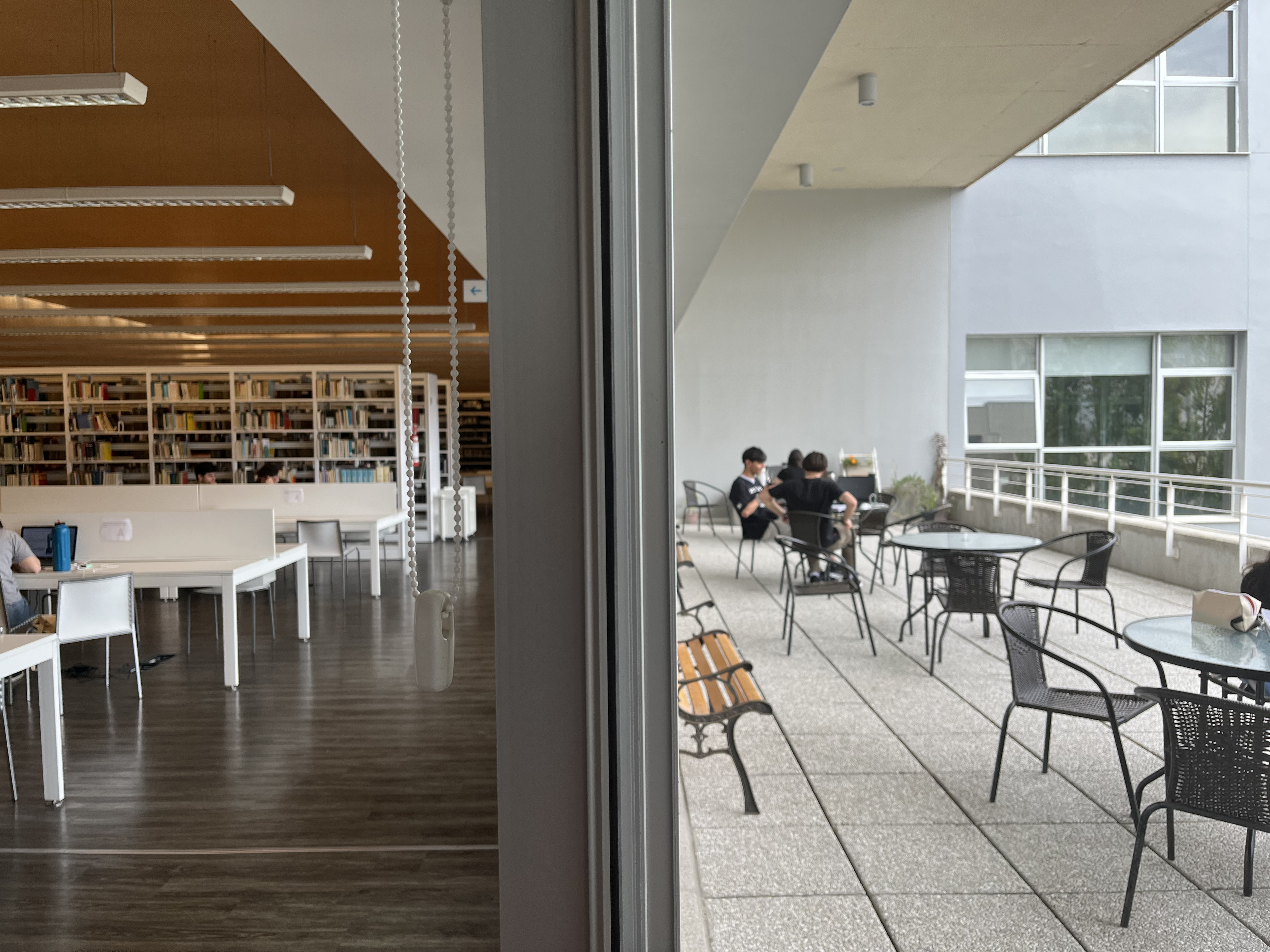
Biblioteca de la Facultad de Información y Comunicación en 2023.
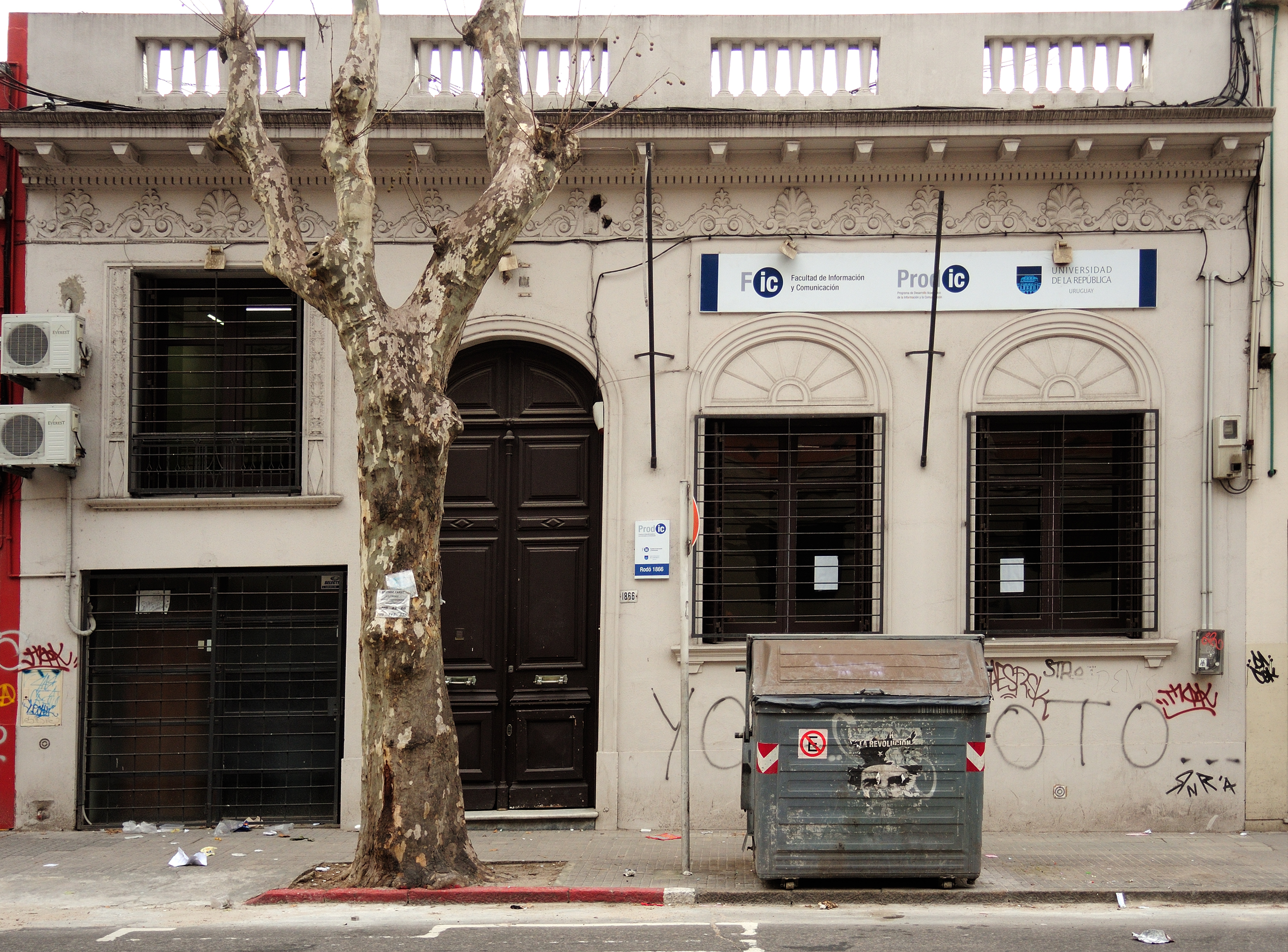
Antigua sede del Programa de Desarrollo Académico de la Información y la Comunicación
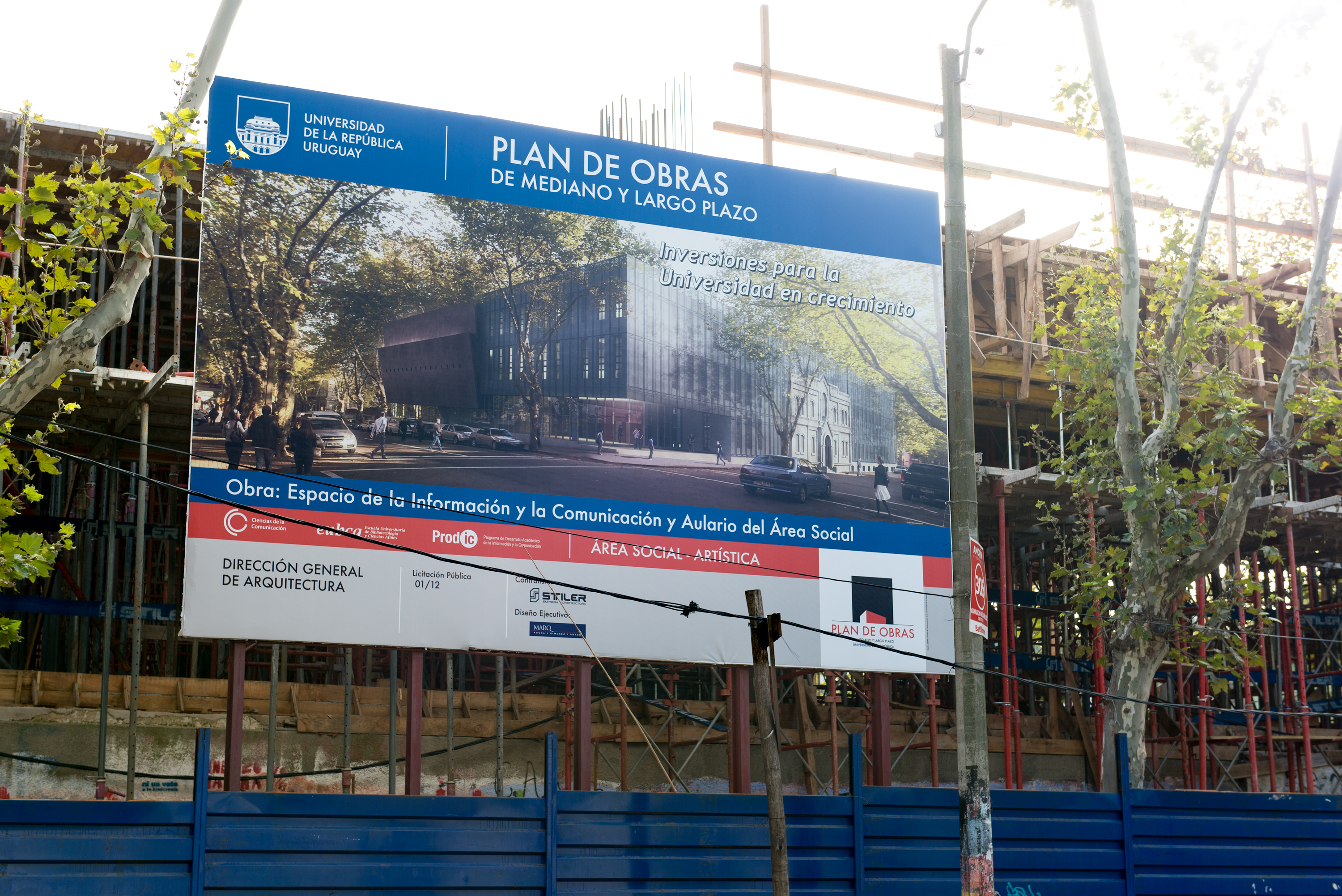
Construcción de la nueva Facultad de Información y Comunicación
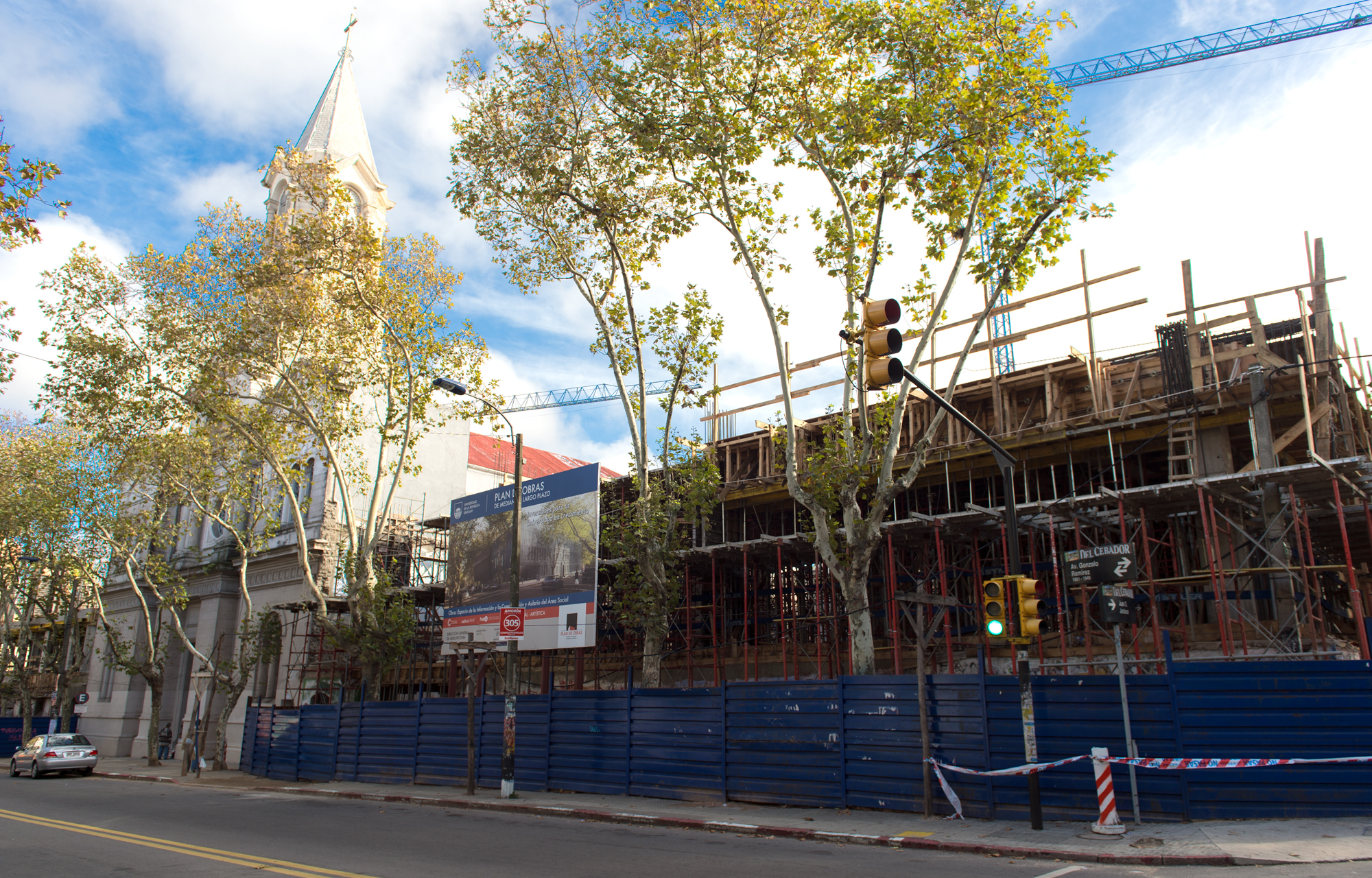
Vista general de las obras, desde la esquina de la calle Gonzalo Ramírez en 2014.
- Inauguración de obras en la Facultad de Información y Comunicación.

## Decanas/os
| Nombre         | Periodo            |
| -------------- | ------------------ |
| María Urquhar  | 2013 - 2016        |
| Gladys Ceretta | 2016 - en el cargo |